# Juan Gelman
Juan Gelman (Buenos Aires, 3 de maio de 1930 — Cidade do México, 14 de janeiro de 2014) foi um poeta, jornalista e tradutor argentino.
É um dos mais importantes poetas da Argentina das últimas décadas, vencedor do Prémio Cervantes em 2007.
Tem uma pequena colectânea de poemas publicada em Portugal em 1998 pela editora Quetzal, No avesso do mundo.
No Brasil há três edições de sua poesia: Amor que serena, termina? (antologia traduzida por Eric Nepomuceno), Isso (traduzido por Leonardo Gonçalves e Andityas Soares de Moura) e Com/posições (traduzido por Andityas Soares de Moura).